# Arnold Edward Ortmann
Arnold Edward Ortmann est un naturaliste américain d’origine allemande, né le 8 avril 1863 à Magdebourg et mort le 3 janvier 1927.

## Biographie
Il est le fils d’Edward Fran Ortmann et de Bertha née Lorenz. Il fait ses études dans les universités d’Iéna, de Kiel et de Strasbourg. Il sert dans l’armée de 1882 à 1883. Il obtient son doctorat à Iéna en 1885. Il voyage à Zanzibar en 1890-1891.
Il se marie avec Anna Zaiss le 5 décembre 1894 et vient la même année aux États-Unis. De 1894 à 1903, il est conservateur de la paléontologie des invertébrés à l’université de Princeton, puis de 1903 à 1909, il a la même fonction au Muséum Carnegie de Pittsburgh. En 1909-1910, il est instructeur de géologie à l’université de géographie à l’université de Pittsburgh, de 1910 à 1925 professeur de géologie, à partir de 1925 professeur de zoologie. Il obtient un Doctorat of Sciences à l’université de Pittsburg en 1911
Il est notamment l’auteur de : Flora Hennebergica (1887), Grundzüge der Marinen Tiergeographie (1896), Continuation of Die Decapodon in Bronn’s Klassen und Ordnungen des Tierreiches (1898-1900), Tertiary invertebrates of the Princeton Expedition to Patagonia (1902).